# الكسندر لازاريف
الكسندر لازاريف (بالروسية: Александр Сергеевич Лазарев)‏ هو ممثل روسي (وحمل سابقاً جنسية الاتحاد السوفيتي)، ولد في 3 يناير 1938 في روسيا، وتوفي بنفس المكان في 2 مايو 2011. من الجوائز التي نالها جائزة الدولة السوفيتية سنة 1977 وفنان الشعب لجمهورية روسيا السوفيتية الاتحادية الاشتراكية ‏.

## جوائز
- جائزة الدولة السوفيتية (1977)
- فنان الشعب لجمهورية روسيا السوفيتية الاتحادية الاشتراكية [الإنجليزية]‏

## وصلات خارجية
- الكسندر لازاريف على موقع IMDb (الإنجليزية)
- الكسندر لازاريف على موقع ميوزك برينز (الإنجليزية)
- الكسندر لازاريف على موقع أول موفي (الإنجليزية)
- الكسندر لازاريف على موقع قاعدة بيانات الأفلام السويدية (السويدية)
- الكسندر لازاريف على موقع قاعدة بيانات الفيلم (الإنجليزية)
- الكسندر لازاريف على موقع ليتربوكسد (الإنجليزية)
- الكسندر لازاريف على موقع كينوبويسك (الروسية)